# Permanent Breakfast
Das Permanent Breakfast (deutsch: ständiges Frühstück) ist ein Kunstprojekt des österreichischen Künstlers Friedemann Derschmidt und einiger anderer Künstler, das zum Ziel hat, öffentliche Räume und Plätze ohne Voranmeldung und zu meist bestimmten Zeiten zu „befrühstücken“ und damit die Kommunikation unter den Teilnehmern zu fördern.

## Ursprung
Am 1. Mai 1996 fand ab 10:00 Uhr das erste öffentliche Frühstück mit Friedemann Derschmidt und vier weiteren Künstlern auf dem Schwarzenbergplatz in Wien statt. Seitdem wurden nach dem Schneeballprinzip von allen Teilnehmenden weitere „öffentliche Frühstücke“ weltweit durchgeführt.

## Regeln
Für das öffentliche Frühstück gelten bestimmte Regeln. So gilt beispielsweise, dass eine Person vier andere zum Frühstück einlädt, die ihrerseits für nächsten Tag jeweils vier Personen zum Frühstück an einem öffentlichen, möglicherweise ausgefallenen Ort einladen. Ferner muss erkennbar sein, dass es sich um ein Frühstück handelt, die Teilnahme von Passanten ist jedoch ausdrücklich erwünscht. Um in die offizielle Liste aufgenommen zu werden, ist außerdem eine Dokumentation erforderlich.

## Auswirkungen
Insbesondere in der Anfangszeit nahm die Zahl der veranstalteten „Frühstücke“ sprunghaft zu.
Es existieren zahlreiche, teilweise bebilderte Dokumentationen von verschiedensten Orten aus aller Welt. Im Vordergrund steht die Erfahrung der Teilnehmenden während des Frühstücks mit der Umwelt und den anderen Teilnehmenden. Da die Veranstaltung nicht zwingender Weise angemeldet wird, entsteht der Eindruck, etwas Verbotenes zu tun. Auch dieser Annahme versuchen die Künstler entgegenzuwirken, um die Wahrnehmung und Nutzung des öffentlichen Raumes zu verändern.
Im Laufe der Veranstaltungen wuchs auch die Wahrnehmung so genannter schein-öffentlicher Räume, die zwar die Öffentlichkeit „imitieren“, aber privat organisiert sind, wie beispielsweise Einkaufszentren, oder vormals öffentliche Räume wie Bahnhöfe. In diesem Sinne wurde das Frühstück auch schon für die Feststellung genutzt, ob es sich bei dem gewählten Ort um einen öffentlichen Raum handelt.